# Michaelion

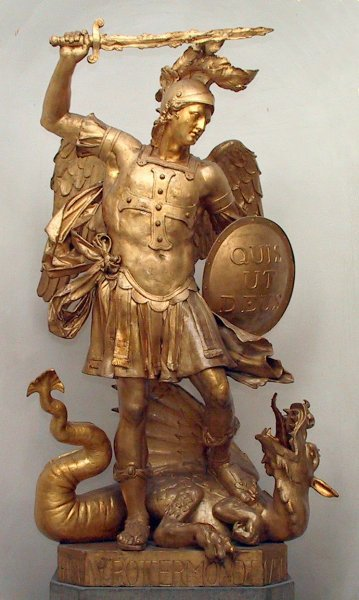
Statua dell'arcangelo Michele, che costituisce la sua iconografia classica, mentre schiaccia Satana raffigurato come drago o serpente, dipinto del Michaelion. Il suo scudo riporta la scritta Quis ut Deus?. La statua si trova nella sede dell'ex Ordine militare di San Michele (nel Palazzo del Principe Elettore, odierna sede dell'Università di Bonn).

Il Michaelion era uno dei più antichi e famosi santuari di San Michele Arcangelo nell'Impero Romano. Secondo la tradizione, fu costruito nel IV secolo dall'imperatore Costantino il Grande sui resti di un più antico tempio pagano e si trovava nel villaggio di Sosthenion (l'odierna İstinye), sulla sponda europea dello Stretto del Bosforo, appena a nord di Costantinopoli.
Il tempio pagano era associato a delle acque aventi proprietà curative, che rimasero oggetto di devozione anche col passaggio al culto micaelico. Il Michaelion era una chiesa maestosa che divenne un modello di riferimento per centinaia di altre chiese dell'Oriente cristiano.

## Fondazione
Prima del IV secolo a.C. era nota l'esistenza di un tempio chiamato Leostenio (Λεωσθένιον) o Sosthenion (Σωσθένιον). Il sito corrispondeva all'odierna Istinye.
Secondo una diffusa tradizione, attuale già dal VI secolo, la Chiesa di San Michele a Sosthenion sarebbe stata fondata da Costantino il Grande, dopo la visita tempio, che era stato eretto dagli Argonauti in onore della divinità alata Zeus Sosthenios. Costantino interpretò la statua alata del tempio come un angelo cristiano. Dopo aver dormito per una notte nel tempio, Costantino riferì di una visione in cui l'angelo raffigurato era san Michele: decise quindi di trasformare il tempio in una chiesa per onorarlo.
Tuttavia, secondo lo studioso francese Raymond Janin, questa tradizione è molto probabilmente un'invenzione successiva, ideata nel contesto della competizione con l'altro grande santuario di Michele, nella vicina Anaplous, vicina ad Arnavutköy, nella Turchia europea, città che era antecedente. Nondimeno, è certo che la chiesa di San Michele esisteva all'inizio del VI secolo, poiché il console Vitaliano ne fece il suo quartier generale e l'imperatore Anastasio I la visitò nel 515. Inoltre, Sozomeno, storico cristiano orientale dell'inizio del V secolo, registrò la devozione delle folle per il Michaelion e scrisse di rapporti autografi sulle guarigioni ivi compiute, affermando di esserne stato egli stesso protagonista.
Alla fine del IX secolo, la chiesa era caduta in rovina, fino a quando fu ricostruita da Basilio I il Macedone. In quanto edificio di fondazione imperiale, presto eclissò il suo rivale ad Anaplous. Successivamente, un monastero fu annesso alla chiesa la cui esistenza è attestata per la prima volta con certezza nell'XI secolo e viene continuamente menzionata fino al 1337. Janin ha ipotizzato che esso sia stato demolito nel XV secolo e che il relativo materiale sia stato utilizzato nella costruzione della vicina fortezza di Rumelihisarı.

## Battaglia e iconografia

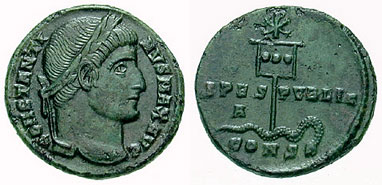
Una moneta coniata da san Costantino il Grande (circa 337) che mostra il suo labaro mentre schiaccia un serpente.

Costantino fu il primo imperatore romano a convertirsi al Cristianesimo e nel 313 d.C. insieme al suo co-imperatore Licinio firmò l'Editto di Milano, che permetteva ai Cristiani di adorare liberamente il loro Dio e di costruire chiese pubbliche. Tuttavia, Costantino e Licinio in seguito si combatterono e nel 324 d.C. Costantino sconfisse Licinio nella battaglia di Adrianopoli, non lontano dal Michaelion. Il vincitore attribuì la vittoria all'intercessione dell'Arcangelo Michele.

## Un modello per altre chiese
Dopo l'aggiunta del monastero al Michaelion, a Costantinopoli furono erette altre quattro chiese in onore dell'Arcangelo Michele. Dopo Costantino, il numero delle chiese dedicate all'Arcangelo Michele a Costantinopoli salì a quindici.
Il Michaelion era una chiesa maestosa. Grazie ai resoconti delle guarigioni miracolose, divenne un modello di riferimento per centinaia di altre chiese della cristianità orientale. Tuttavia, rispetto a quelle orientali, le Chiese dedicate all'Arcangelo nella cristianità occidentale rimasero per qualche tempo meno progredite sotto il profilo artistico-architettonico.
L'associazione dell'Arcangelo Michele con la guarigione e la protezione dalle malattie continuò nel VI secolo, quando dopo una pestilenza a Roma, i malati dormivano di notte nella chiesa di Castel Sant'Angelo che fu consacrata in suo onore poiché egli risparmiò Roma dalla peste.